# اقلیت‌های قومی در چین

نقشه قومیت‌های چین

اقلیت‌های قومی در چین (انگلیسی: Ethnic minorities in China) به قومیت‌های غیر از قوم هان در کشور چین گفته می‌شود که به‌طور رسمی شامل ۵۵ اقلیت قومی (فهرست گروه‌های قومی در چین) می‌شود حدود ۸٫۵ درصد جمعیت چین در سال ۲۰۱۰ یعنی ۱۱۳ میلیون نفر را تشکیل می‌داده‌اند. علاوه بر این‌ها گروه‌های قومی تاییدنشده در چین مانند مردم تووایی و اویرات‌ها هم وجود دارند.